# سدریک کامبون
سدریک کامبون (انگلیسی: Cédric Cambon؛ زادهٔ ۲۰ سپتامبر ۱۹۸۶) بازیکن فوتبال اهل فرانسه است.
از باشگاه‌هایی که در آن بازی کرده‌است می‌توان به باشگاه فوتبال لو آور، باشگاه ورزشی مون‌پلیه، و باشگاه فوتبال لیتکس لووچ اشاره کرد.
وی همچنین در تیم ملی فوتبال زیر ۱۹ سال فرانسه بازی کرده‌است.